# Every Weekend
Every Weekend (рус. «Каждые выходные») — третий студийный альбом британского музыкального коллектива Hadouken!, выпущенный лейблом Surface Noise 18 марта 2013 года.

## Об альбоме
Работа над студийным материалом для пластинки шла с 2011 по начало 2013 года. Продюсированием альбома занимались участники музыкальных проектов Noisia, Loadstar, Drumsound & Bassline Smith и Aeph. В связи с этим Every Weekend содержит больше влияния драм-н-бейса и дабстепа.
Первоначально сообщалось, что альбом будет выпущен 18 февраля 2013 года, однако релиз был перенесён на 18 марта 2013. Музыкальными изданиями Every Weekend холодно; обозреватели не оценили полный отход группы от инди-рок-влияний к танцевальной электронной музыке и раскритиковали предсказуемость композиций.

## Список композиций
| №   | Название                                                    | Автор(ы)                                                                                     | Продюсер(ы)                | Длительность |
| --- | ----------------------------------------------------------- | -------------------------------------------------------------------------------------------- | -------------------------- | ------------ |
| 1.  | «The Vortex»                                                | Джеймс Смит Джонас Эллман Майкл Воджиски                                                     | Blokhead                   | 4:00         |
| 2.  | «Levitate»                                                  | Джеймс Смит Николас Хилл Гейвин Харис Алекс Смит Мартейн ван Сондерен Ник Рос Тейс де Влигер | Loadstar Noisia [a]        | 4:45         |
| 3.  | «Bliss Out»                                                 | Джеймс Смит Мартейн ван Сондерен Ник Рос Тейс де Влигер                                      | Noisia                     | 3:23         |
| 4.  | «As One»                                                    | Джеймс Смит Николас Хилл Гейвин Харис Джоел Потт Кевин Уилоу                                 | Loadstar Kev Willow [б]    | 4:32         |
| 5.  | «Parasite»                                                  | Джеймс Смит Николас Хилл Гейвин Харис                                                        | Loadstar                   | 4:33         |
| 6.  | «Bad Signal»                                                | Джеймс Смит Симон Валлекорса Конрад Шефи Лемонт Доцер Брайан Холланд Эдди Холланд            | Aeph Blame [б]             | 3:56         |
| 7.  | «Stop Time»                                                 | Джеймс Смит Николас Хилл Гейвин Харис Джоел Потт                                             | Loadstar                   | 4:08         |
| 8.  | «Spill Your Guts»                                           | Джеймс Смит Симон Валлекорса                                                                 | Aeph                       | 4:04         |
| 9.  | «The Comedown»                                              | Джеймс Смит Николас Хилл Гейвин Харис Джоел Потт                                             | Loadstar                   | 4:26         |
| 10. | «Daylight» (Drumsound & Bassline Smith совместно Hadouken!) | Энди Райт Саймон Смит Джеймс Смит                                                            | Drumsound & Bassline Smith | 2:59         |

| №   | Название     | Автор(ы)                          | Продюсеры(ы) | Длительность |
| --- | ------------ | --------------------------------- | ------------ | ------------ |
| 11. | «Mecha Love» | Энди Райт Саймон Смит Джеймс Смит | Loadstar     | 4:25         |
| 12. | «Oxygen»     | Энди Райт Саймон Смит Джеймс Смит | Loadstar     | 4:48         |

| №   | Название | Длительность |
| --- | -------- | ------------ |
| 13. | «Vessel» | 3:15         |

- Данный трек-лист, имена авторов и продюсеров в нём основаны на буклете альбома.
- ↑  сопродюсер
- ↑  дополнительный продюсер
- В буклете не указана информация о присутствии вокала Иоланды Кворти в треке «Bad Signal». Также в «Bad Signal» использован семпл песни «You Keep Me Hangin' On» группы The Supremes.

## Участники записи
Hadouken!
- Джеймс Смит — вокал
- Элис Спунер — клавишные, бэк-вокал
- Дэниел Райс — гитара, клавишные, бэк-вокал
- Кристофер Пюрселл — бас-гитара, клавишные, бэк-вокал
- Ник Райс — ударные, семплирование

Дополнительный персонал
- Noisia, Loadstar, Drumsound & Bassline Smith, Aeph — продюсирование, сведение
- Стюарт Хоукс — мастеринг
- Джин Коффи — менеджмент
- Стив Стрейси — дизайн